# Zherebkove
Zherebkove  (ucraniano: Жеребкове) es una localidad del Raión de Podilsk en el Óblast de Odesa de Ucrania. Según el censo de 2001, tiene una población de 1967 habitantes.